# Thích Thiện Minh
Hoà thượng Thích Thiện Minh (1921-1978), thế danh Đỗ Xuân Hàn, là một tu sĩ Phật giáo Việt Nam và một vị lãnh đạo trong Giáo hội Phật giáo Việt Nam Thống nhất.

## Tiểu sử
Ông quê ở Bích Khê, huyện Triệu Phong, tỉnh Quảng Trị, xuất gia năm lên 10. Ông được tuyển là một trong số học viên đầu tiên trường An Nam Phật học do hòa thượng Mật Khế thành lập năm 1934. Mười năm sau khi xong bằng đại học Phật giáo thì chính trường biến động, Nhật đảo chính Pháp ở Đông Dương. Ông tham gia Ủy ban Phật giáo Cứu quốc tại Quảng Trị nên bị bắt giam. Sau khi được phóng thích ông nhập Hội Tăng già Trung Việt (1951) rồi chủ tọa Hội Tăng già Toàn quốc (1952) tại Hà Nội. Ông có công nhiều trong các hoạt động chấn hưng Phật giáo tại miền nam Trung Phần như trung tâm Phật học Hải Đức tại Nha Trang. Ông là đại diện miền Trung trong Tổng hội Phật giáo Việt Nam.
Dưới thời Đệ Nhất Cộng hòa ông tranh đấu đòi bình đẳng tôn giáo. Với sự thành lập Giáo hội Phật giáo Việt Nam Thống nhất ông được tuyển làm Phó Viện trưởng Viện Hóa Đạo kiêm Tổng vụ trưởng Vụ Thanh niên trông coi các tổ chức như Gia đình Phật tử, Hướng đạo Phật giáo, trung tâm Quảng Đức v.v. Ông cũng là Chủ tịch "Lực lượng Phật giáo" đại diện Giáo hội trong những cuộc xung đột với chính phủ do các tướng Nguyễn Cao Kỳ và Nguyễn Văn Thiệu lãnh đạo. Sau một cuộc đàm phán năm 1966 ông bị ám sát bằng lựu đạn nhưng chỉ bị thương nhẹ.
Năm 1973, khi Hòa thượng Thích Thiện Hoa viên tịch, ông đảm nhiệm chức vụ quyền Viện trưởng Viện Hóa Đạo GHPGVNTN. Năm 1978 ông bị nhà chức trách nước Cộng hòa Xã hội Chủ nghĩa Việt Nam bắt giam rồi mất trong tù. Theo hòa thượng Thích Đôn Hậu, được tin Thích Thiện Minh mất, Viện Hoá Đạo tới nhưng chỉ thấy được mặt ông trong quan tài, và không được tự đem về chôn cất, nên có nghi vấn ông bị tra tấn mà chết.
Thiền sư Thích Nhất Hạnh có viết bài "Mây trắng thong dong" để tưởng niệm hòa thượng Thích Thiện Minh.